# Gurov et Anna
Pour plus de détails, voir Fiche technique et Distribution.
Gurov et Anna, est un film québécois réalisé par Rafaël Ouellet, sorti en 2014 et mettant en vedette Andreas Apergis (de) et Sophie Desmarais.

## Synopsis
Ben est professeur anglophone qui enseigne la littérature dans une université de Montréal. Il est marié avec Audrey, une écrivaine d'origine française, avec laquelle il a deux jeunes filles. Celle-ci a accepté de venir vivre au Québec pour que Ben puisse travailler dans son domaine.
Au fil des années, Ben a développé une fascination quasi obsessionnelle pour La Dame au petit chien, la nouvelle d'Anton Tchekhov qui dépeint une liaison adultère se muant en un amour impossible et passionné. Il en a fait une lecture imposée au syllabus de son cours. Le quadragénaire, désabusé de ses échecs comme écrivain et voyant sa femme obtenir la publication de son premier livre, cède aux avances de Mercedes, une de ses étudiantes. Il commence alors une relation passionnelle, similaire à celle entre Gurov et Anna, les personnages de son livre fétiche.

## Fiche technique
Sources : IMDb et Films du Québec
- Titre original : Gurov and Anna
- Titre français : Gurov et Anna
- Réalisation : Rafaël Ouellet
- Scénario : Celeste Parr
- Musique : Viviane Audet, Robin-Joël Cool (en), Erik West-Millette
- Direction artistique : Mario Hervieux
- Costumes : Nicole Magny
- Maquillage et coiffure : Maïna Militza (en)
- Photographie : Geneviève Perron
- Son : Daniel Fontaine-Bégin, Luc Boudrias (en)
- Montage : David Di Francesco
- Production : Marie Dominique Michaud, Jacques Blain
- Société de production : Zone3
- Société de distribution : Filmoption International
- Pays de production :  Canada
- Tournage : 7 au 30 mars 2014, à Montréal
- Langue originale : anglais, français
- Format : couleur
- Genre : drame
- Durée : 112 minutes
- Dates de sortie :
  - Corée du Sud : 4 octobre 2014 (première à la 19e édition du Festival international du film de Busan)
  - Canada :
    - 10 octobre 2014 (première québécoise au Festival du nouveau cinéma de Montréal)[2],[3]
    - 20 mars 2015 (sortie en salle au Québec)
    - 4 août 2015 (DVD)
- Classification :
  - Québec : 13 ans et plus (Érotisme)[4]

## Distribution
- Andreas Apergis (de) : Benjamin « Ben » Roberts
- Sophie Desmarais : Mercedes Beauregard
- Marie Fugain : Audrey, femme de Ben
- Éric Bruneau : Luc, ex-conjoint de Mercedes
- Carlo Mestroni : John, ami de Ben
- Catherine De Sève : Claire, amie d'Audrey
- Vincent Leclerc : Richard, conjoint de Claire
- Kyle Gatehouse : Dave Osgood, étudiant ami de Mercedes

## Distinctions

### Nominations
- 2016 : Gala Québec Cinéma : nomination au Trophée du meilleur scénario : Celeste Parr
- 2017 : nomination au prix ACTRA Montréal performance exceptionnelle – interprétation masculine : Andreas Apergis (de)[5]